# 飯干晃一
飯干 晃一（いいぼし こういち、1924年〈大正13年〉6月2日 - 1996年〈平成8年〉3月2日）は、日本の作家。元読売新聞社会部記者。タレントの飯干恵子（現：飯星景子）は娘。映画『仁義なき戦い』シリーズの原作者として知られる。

## 来歴
大阪府出身。旧制大阪府立高津中学校（現在の大阪府立高津高等学校）卒業後、旧制第七高等学校（現在の鹿児島大学）卒業、1950年京都大学法学部（現在の京都大学大学院法学研究科・法学部）卒業。
読売新聞勤務時は社会部副編集長であったが、「現場に出られないとつまらん」と会社を辞め、『山口組三代目』を執筆し、それまでになかった切り口で広島ヤクザ抗争の内部を克明に描いた『仁義なき戦い』を週刊サンケイに連載し反響を得る。『仁義なき戦い』は東映から映画化され、大ヒットを呼び、シリーズ化することになる。続いて、『日本の首領』、『会津の小鉄』『暴行』など多くの作品を発表していく。いずれも緻密な取材に裏づけされたエンターテイメントが特徴である。
田岡一雄は飯干が著した自らの評伝について「事実と違う箇所が多い」と不服を述べ、後に田岡は自伝を出版したが、これについて飯干は「白いものを黒と言われて絶対服従するのがヤクザ社会。複数の山口組関係者に取材しても田岡から否定される可能性が極めて高く、そうなると子分たちは口を開かなくなる。田岡の主観を避けるため、田岡以外の山口組関係者や他の組関係者からの取材を元にしている」と『山口組三代目』のあとがきに記している。
1992年、娘の飯星景子が統一教会（現・世界平和統一家庭連合）に入信したため、統一教会反対運動に力を入れ、世論に訴えた。同年10月、飯干と景子は話し合いを重ね、11月初め、景子は週刊誌に手記を寄稿し、脱会した旨を明かした。
1996年3月2日、急性心筋梗塞のため死去。71歳没。墓所は所沢市所沢聖地霊園。

## 出演番組
- MBSセスナフライングスタジオ〔月曜日担当コメンテーター〕（MBSラジオ）

## 著書
- 『山口組三代目』野望編・怒涛編 徳間書店 1970-71 のち文庫、角川文庫
- 『やくざ対Gメン』徳間書店 1971-72
- 『仁義なき戦い 広島やくざ・流血20年の記録』死闘編・決戦編 サンケイ新聞社出版局 1973 のち角川文庫
- 『狼どもの仁義』講談社 1974 のち角川文庫
- 『歪んじまった俺の青春』筑波書林 1976
- 『日本の首領』光文社 1976、のち角川文庫
- 『会津の小鉄』勁文社 1976、のち角川文庫
- 『夜の私服軍団 新・日本の首領』スポニチ出版 1977「続日本の首領」角川文庫
- 『ドキュメント婦女暴行 性の略奪者たち』徳間書店 1977 のち文庫
- 『ドキュメント暴行裁判 続・婦女暴行』徳間書店 1978
- 『実録柳川組の戦闘』徳間書店 1978 のち文庫、角川文庫
- 『新・仁義なき戦い』サンケイ出版 1978 のち角川文庫
- 『新・日本の首領 完結編』スポニチ出版 1978「続々日本の首領」角川文庫
- 『ドキュメント暴行調書』徳間書店 1978 のち文庫
- 『ドキュメント暴行現場』徳間書店 1978
- 『組長射殺』光文社 1978 のち角川文庫、光文社文庫
- 『暗黒街神戸の謀略』徳間書店 1978「オトリ捜査」角川文庫
- 『雷鳴の山口組 その王国は解体するか?』徳間書店 1979 のち文庫、角川文庫
- 『地下の突撃隊』スポニチ出版 1979 のち角川文庫
- 『ホテル探偵』光文社 1979 のち文庫
- 『六本木奇兵隊』光文社 1980「第三の首領」光文社文庫、角川文庫
- 『消された人形』スポニチ出版 1980 「美容と弾痕」角川文庫
- 『ドキュメント暴行白書 性の捕囚たち』徳間書店 1980
- 『散弾銃のバラード』桃源社 1980
- 『凌辱 法廷ドキュメント』徳間書店 1980
- 『殺人レース』桃源社 1981 のち角川文庫
- 『超法規・特別捜査令』祥伝社（ノン・ノベル）

『暴力都市を壊滅せよ 超法規・特別捜査令no.1』1981「非情警部」（ノン・ポシェット）
『淫魔教団を覆滅せよ 超法規・特別捜査令no.2』1982「非情警部 2」（ノン・ポシェット）
『首領別邸を爆破せよ 超法規・特別捜査令no.3』1983「非情警部3」ノン・ポシェット
- 『銃弾の掟』光風社出版 1982「首領が死んだ日」角川文庫
- 『凶悪の弾道』光風社出版 1983「殺された女の顔」角川文庫
- 『戒厳令下の山口組』現代史出版会・徳間書店、1983年7月31日。NDLJP:12104259。
- 『組長強襲』現代史出版会・徳間書店 1983 のち角川文庫
- 『愛憎調書冷血篇』現代史出版会・徳間書店 1983「死神の貌」角川文庫
- 『夜這う獣たち』光風社ロマン 1984
- 『悪魔の祭壇 実録犯罪小説』光風社ノベルス 1984「殺人鬼の舞踏」文庫
- 『みやびと小松公太郎』光風社出版 1985
- 『もう一つの日本山口組』実業之日本社 1985 のち角川文庫
- 『殺意が閃く時』光風社ノベルス 1985
- 『生贄 ドキュメンタリー・ノベル』全3巻 祥伝社（ノン・ポシェット）1986-87、のち徳間文庫
- 『情欲ハンティング』光文社ＣＲ文庫 1987
- 『極道の娘』カドカワノベルズ 1987 のち光文社文庫
- 『条理なき戦い 全記録! 山口組vs一和会』角川ノベルズ 1987 のち文庫
- 『暴行 ドキュメンタリー・ノベル』祥伝社（ノン・ポシェット）1987
- 『天女を背負った極道』祥伝社 (Non novel) 1987 「天女の極道」（ノン・ポシェット）
- 『餌食 ドキュメンタリー・ノベル』祥伝社（ノン・ポシェット）1988、のち光文社文庫

『餌食 ドキュメンタリー・ノベル 欲望編』祥伝社（ノン・ポシェット）1990、のち光文社文庫
『餌食 不倫編』祥伝社（ノン・ポシェット）1991、のち光文社文庫
- 『荒野の祭り』角川文庫 1988
- 『暴行 激情編』祥伝社（ノン・ポシェット）1988
- 『生贄 外伝』祥伝社（ノン・ポシェット）1989、のち徳間文庫
- 『新ホテル探偵』光文社文庫 1989
- 『三匹の竜』カドカワノベルズ 1989、のち文庫

『竜たちの陰謀 三匹の竜2』カドカワノベルズ 1990、のち文庫
- 『驚愕の犯人』光文社文庫 1990
- 『赤い糸の女たち』光文社文庫 1990
- 『暴力団の兵士たち』光文社文庫 1991
- 『戦う極道』角川文庫 1991
- 『激突!暴力世界』全2冊 カドカワノベルズ 1991、のち文庫
- 『麻薬捜査官ジャガー3』双葉ノベルス 1991「東京コカイン作戦」光文社文庫、「極悪捜査官」祥伝社（ノン・ポシェット）
- 『髑髏の秘戯』光文社文庫 1991
- 『ネオ山口組の野望』カドカワノベルズ 1991 のち文庫
- 『愛と死の極道戦争 小説「日本のアウトロー」』光文社文庫 1992
- 『嵌められた一夜』光文社文庫 1992
- 『錬金の猟犬たち』カドカワノベルズ 1992　のち文庫
- 『極道は唱う』角川文庫 1992
- 『深海の鮫たち』光文社 1992
- 『蹂躙』祥伝社（ノン・ポシェット）1993

『蹂躙 現場編』祥伝社）ノン・ポシェット）1995
- 『おれが撃つ』光文社文庫 1993
- 『われら父親は闘う 娘・景子を誘いこんだ統一協会の正体』ネスコ 1993
- 『最後のドン』角川書店 1994 のち文庫
- 『悪魔の罠』光文社文庫 1994
- 『イヴは淫乱だったか? 大笑い統一協会』祥伝社（ノン・ポシェット）1995
- 『沈黙の軍隊』カドカワノベルズ 1995.11
- 『深海の鮫』光文社文庫 1995

### 共著
- 西村望共著『犯』天山出版 1990